# Helen Craig

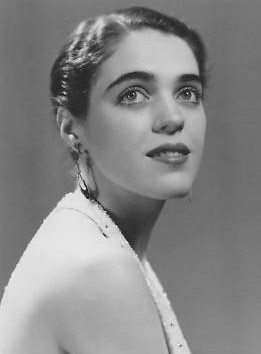
Helen Craig (1936)

Helen Craig (* 13. Mai 1912 in San Antonio, Texas; † 20. Juli 1986 in New York City, New York) war eine US-amerikanische Schauspielerin.

## Leben
Helen Craig wurde 1912 im texanischen San Antonio als Tochter von Edward A. Craig geboren. 1936 gab sie ihr Broadway-Debüt in dem Stück Russet Mantle (1936). In den folgenden Jahrzehnten trat sie in weiteren Broadway-Produktionen auf, darunter Soliloquy (1938), The Unconquered (1940), Johnny Belinda (1940), As You Like It (1941), Lute Song (1946), Land’s End (1946), The House of Bernarda Alba (1951), Diamond Orchid (1965) und More Stately Mansions (1967). Sie war ebenfalls zeitweiliges Mitglied des berühmten Mercury Theatre unter Leitung von Orson Welles.
Ihre Arbeit in dem Theaterstück Johnny Belinda erforderte 1940 das Erlernen der Gebärdensprache, die sie während des gesamten Stücks verwendete, als sie die gehörlose Titelfigur darstellte. Sie musste auch lernen, nicht auf die Dialoge zu reagieren, die von anderen Schauspielern im Stück gesprochen wurden. Zur Vorbereitung auf die Rolle gehörte ein vierwöchiges Studium bei einem Lehrer, der das Drehbuch las und Craig die entsprechenden Zeichen beibrachte. Das Theaterstück wurde 1948 ohne Craigs Mitwirkung als Schweigende Lippen verfilmt, wobei Jane Wyman für ihre Darstellung der Gehörlosen den Oscar gewann.
Während Craig eine bekannte Theaterschauspielerin war, blieb ihre Filmografie schmal und beschränkt sich auf rund 15 Film- und Fernsehproduktionen. 1948 gab sie in Nicholas Rays Sie leben bei Nacht ihr Filmdebüt in einer Charakterrolle als Frau eines Inhaftierten, die einen befreundeten Mann an die Polizei verrät, damit ihr Ehemann früher freikommt. 1951 hatte sie ihre erste Fernsehrolle in der Serie Celanese Theatre. 1976 erhielt sie in der Miniserie Reich und Arm eine wiederkehrende Nebenrolle als Mrs. Whipple. Zuletzt trat sie 1977 als Schauspielerin vor die Kamera.
Craig heiratete am 13. Juli 1934 ihren Schauspielkollegen John Beal und hatte mit ihm zwei Kinder, die Ehe hielt bis zu ihrem Tod. Craig starb infolge eines Herzstillstands im Alter von 74 Jahren.

## Filmografie
- 1948: Sie leben bei Nacht (They Live by Night)
- 1948: Die Schlangengrube (The Snake Pit)
- 1951: Celanese Theatre (Fernsehserie, Folge 1x02)
- 1971: The Sporting Club
- 1975: Lizzie Bordens blutiges Geheimnis (The Legend of Lizzie Borden, Fernsehfilm)
- 1975: Rancho Deluxe
- 1975: The Family Holvak (Fernsehserie, Folge 1x04)
- 1975: The Wide World of Mystery (Fernsehserie, eine Folge)
- 1975: Bumpers Revier (The Blue Knight, Fernsehserie, Folge 1x02)
- 1976: Die Waltons (The Waltons, Fernsehserie, Folge 4x15 Die Autopanne)
- 1976: Reich und Arm (Rich Man, Poor Man, Miniserie, 4 Folgen)
- 1976: Die Sieben-Millionen-Dollar-Frau (The Bionic Woman, Fernsehserie, Folge 1x07 Schöner Schmuggel)
- 1976: Spencers Piloten (Spencer’s Pilots, Fernsehserie, Folge 1x07)
- 1976–1977: Kojak – Einsatz in Manhattan (Kojak, Fernsehserie, 2 Folgen)
- 1977: Helden von Heute (Heroes)